# Kriegerdenkmal Fermersleben

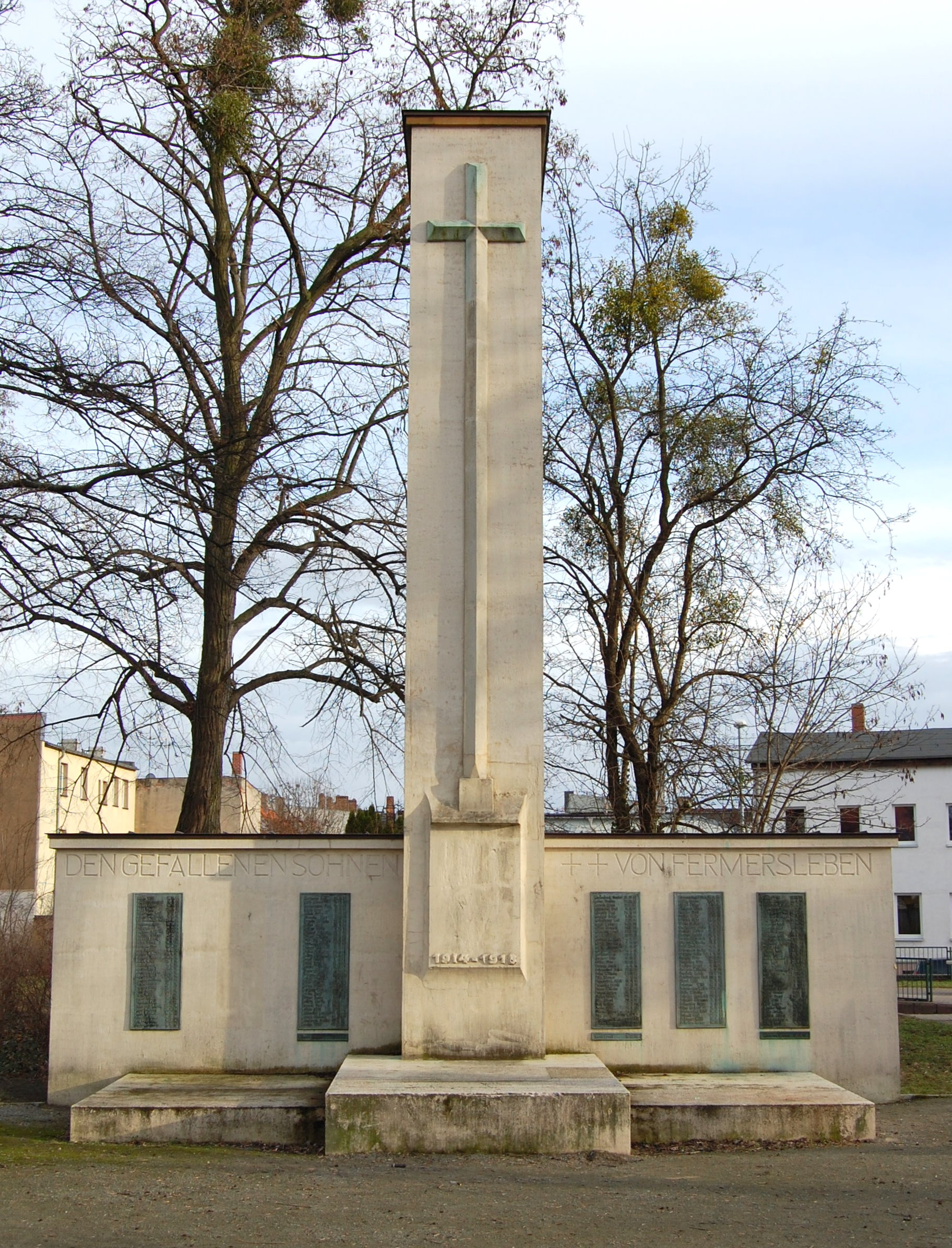
Kriegerdenkmal Fermersleben

Das Kriegerdenkmal Fermersleben ist ein im Magdeburger Stadtteil Fermersleben befindliches Kriegerdenkmal.
Es steht westlich der Hauptstraße Alt Fermersleben, nahe der Einmündung der Friedrich-List-Straße und erinnert an die im Ersten Weltkrieg gefallenen Einwohner Fermerslebens. Erste Planungen zur Errichtung eines Kriegerdenkmals fanden im Februar 1934 statt. Das Kriegerdenkmal wurde im Jahr 1934 auf dem ehemaligen, 1931 aufgegebenen Friedhof Fermersleben errichtet. Anfang des 19. Jahrhunderts befand sich an der Stelle die Bockwindmühle Fermersleben.
Die Finanzierung erfolgte durch die evangelische Kirchengemeinde Fermerslebens. Der Bau wurde vom Bauunternehmer Ernst Mohrlüder durchgeführt. Über die feierliche Einweihung des Denkmals, die am 16. September 1934 stattfand, berichtete die Magdeburgische Zeitung ausführlich.
Das Denkmal ist schlicht, aber monumental gestaltet. Aus einer Mauer erhebt sich mittig eine Stele mit quadratischem Grundriss. Auf der Frontseite der Stele befindet sich ein an ein Schwert erinnerndes Kreuz. Unterhalb der Mauerkrone verläuft der Schriftzug DEN GEFALLENEN SÖHNEN VON FERMERSLEBEN. Auf der linken Seite befinden sich zwei, auf der rechten Seite drei Tafeln mit den Namen der Verstorbenen in alphabetischer Reihenfolge. An den Seiten der Stele befanden sich ursprünglich die Namen größerer Schlachten des Ersten Weltkriegs. Der Sockelbereich trug als Relief ein Eisernes Kreuz. Beides wurde nach dem Zweiten Weltkrieg entfernt.
Kulturgeschichtlich interessant ist das Denkmal, da hier eine moderne Architektursprache für den heroisierenden Kriegskult der Zeit des Nationalsozialismus umgewidmet wurde.
Im Sommer 2012 wurden die fünf Tafeln mit den Namen der Verstorbenen von Unbekannten, vermutlich Buntmetalldieben, gestohlen. Anlässlich der Sanierung des Denkmals 2015 ersetzten Steintafeln mit den Namen der Gefallenen die gestohlenen Bronzetafeln. 